# Doniphan (Nebraska)
Pour les articles homonymes, voir Doniphan.
Le village de Doniphan est situé dans le comté de Hall, dans l’État du Nebraska, aux États-Unis. Sa population s’élevait à 829 habitants lors du recensement de 2010, estimée à 844 habitants en 2017.

## Démographie
| Groupe            | Doniphan | Nebraska | États-Unis |
| ----------------- | -------- | -------- | ---------- |
| Blancs            | 95,8     | 86,1     | 72,4       |
| Amérindiens       | 1,1      | 1,0      | 0,9        |
| Métis             | 0,7      | 2,2      | 2,9        |
| Afro-Américains   | 0,1      | 4,5      | 12,6       |
| Autres            | 2,3      | 7,2      | 11,2       |
| Total             | 100      | 100      | 100        |
|                   |          |          |            |
| Latino-Américains | 4,3      | 9,2      | 16,7       |

Selon l’American Community Survey, pour la période 2011-2015, 100 % de la population âgée de plus de 5 ans déclare parler l'anglais à la maison.

## Source
- (en) Cet article est partiellement ou en totalité issu de l’article de Wikipédia en anglais intitulé « Doniphan, Nebraska » (voir la liste des auteurs).

1. ↑  (en) « Doniphan, NE Population - Census 2010 and 2000 », sur censusviewer.com.
2. ↑  (en) « Population of Nebraska - Census 2010 and 2000 », sur censusviewer.com.
3. ↑  (en) « Language spoken at home by ability to speak English for the population 5 years and over », sur factfinder.census.gov.